# Allophylus dioicus
Allophylus dioicus là một loài thực vật có hoa trong họ Bồ hòn. Loài này được (Nees & Mart.) Radlk. mô tả khoa học đầu tiên năm 1895.